# Goeracea oregona
Goeracea oregona là một loài trong họ Goeridae. Chúng phân bố ở miền Tân bắc.